# برونو لواتی
برونو لواتی (ایتالیایی: Bruno Loatti; ۲۶ فوریهٔ ۱۹۱۵ – ۲۵ سپتامبر ۱۹۶۲) دوچرخه‌سوار اهل ایتالیا بود.